# Wilder Graben (Ilm)
Der Wilde Graben ist ein linker Nebenfluss der Ilm in Weimar. Er entspringt in Gelmeroda und mündet im Park an der Ilm in dieselbe. Sein natürlicher Verlauf ließ ihn vermutlich in den Lottenbach führen, der damals noch durch die Weimarer Altstadt floss. Der Wilde Graben wurde jedoch bereits im Mittelalter als Schützengraben südlich an der Altstadt vorbeigeführt. Er ist nur gelegentlich wasserführend, bei starkem Niederschlag kann er jedoch große Wassermengen aufnehmen, woher auch sein Name rührt.

## Heutiger Verlauf
Der Wilde Graben entspringt in Gelmeroda unter einem künstlichen Hügel, der von der Wasserwirtschaft gepflegt wird. Er ist von dort bis unter der Rudolstädter Straße kanalisiert und verläuft dann offen parallel zur Straße An der Chaussee in einem Waldstück Richtung Norden. Er fließt dann nach Osten in der Nähe zur Berkaer Straße und wird dort vom Lohgraben und einem namenlosen Bach gespeißt. Danach läuft er zwischen Historischem Friedhof Weimar und Berkaer Straße weiter nach Norden. Unmittelbar südlich des Parkplatzes am alten Friedhof unweit der Berkaer Straße beginnt die Kanalisierung des Wilden Grabens. Er verläuft entlang der Berkaer Straße, Rudolf-Breitscheid-Straße, Am Poseckschen Garten, Trierer Straße, Prellerstraße, Steubenstraße und Gropiusstraße. Am Sophienstiftsplatz trifft er auf den Lottenbachkanal und beide laufen als Schützengraben vereinigt weiter unter Hummelstraße, Schillerstraße und Puschkinstraße, bis sie schließlich im Park an der Ilm in die Ilm münden.
Der Wilde Graben verursachte durch Unterspülung des Bodens in der Vergangenheit zahlreiche Schäden an Gebäuden.

## Geschichte

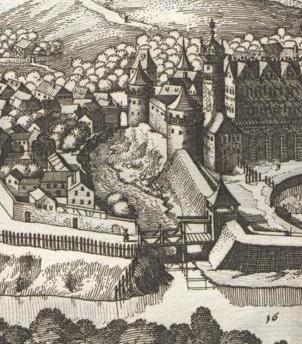
Mündung des noch offenen Schützengraben in die Ilm
(Matthäus Merian, 1650)

Während der Wilde Graben im Bereich Gelmeroda bis zum Historischen Friedhof Weimar weitgehend seinem historischen und offenen Verlauf folgt, abgesehen von einigen Kanalisationen zur Querung von Straßen, ist der Bach im gesamten Stadtgebiet Weimar kanalisiert. Vermutlich verlief der Wilde Graben früher nicht vom heutigen Sophienstiftsplatz nach Osten als Schützengraben, sondern mündete dort in den Lottenbach, der in seinem historischen Verlauf nach Nordosten zum Wittumspalais und weiter entlang Marktstraße, Schlossgasse zum Kegelplatz floss und dort in die Ilm nördlich vom Weimarer Stadtschloss mündete.
Der Schützengraben wurde im Mittelalter angelegt, um die Überflutung des Stadtgebiets in den Hochwasserphasen des Wilden Graben zu vermeiden. Dadurch wurde auch die Mündung des Wilden Grabens in den Lottenbach am heutigen Sophienstiftsplatz beendet. Es gab jedoch Ende des 18. Jahrhunderts und möglicherweise auch schon früher ein Entlastungssystem, mit dem der Lottenbach bei starkem Niederschlag in den Schützengraben entwässert werden konnte, um die städtischen Lottenkanäle zu entlasten und Hochwasser in der Stadt zu vermeiden. Es ist nicht ganz klar ob es sich dabei um einen permanenten Abfluss, einen Überfluss oder einen zu steuernden Abfluss handelte.

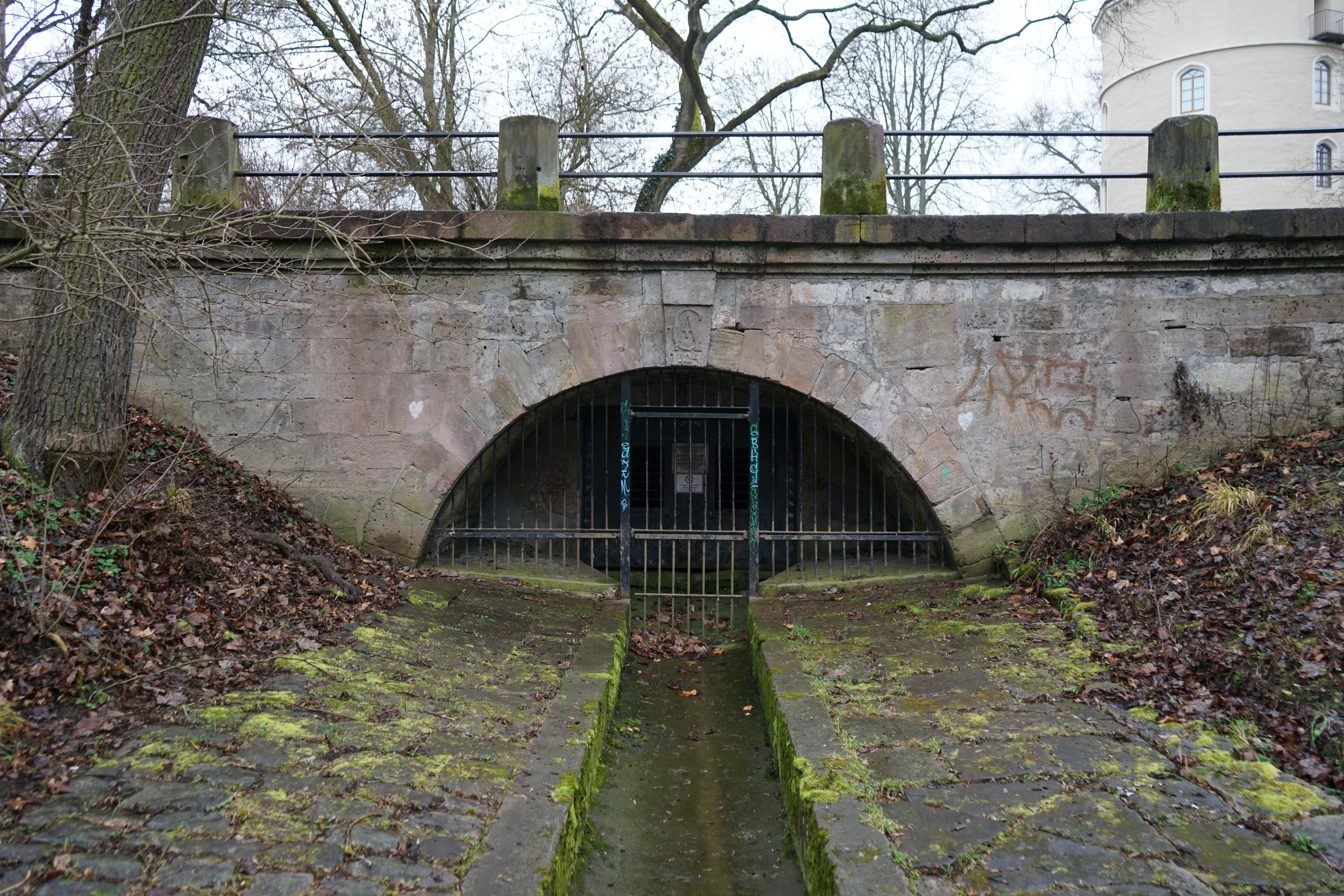
Die 1824 gebaute Überwolbung der Mündung des Schützengrabens im Park an der Ilm (Ansicht 2020)

Goethe musste bis in die 1820er Jahre von seinem Gartenhaus kommend den Schützengraben über eine Brücke überqueren, wenn er zum Haus der Frau von Stein oder seinem Wohnhaus am Frauenplan gelangen wollte. Erst ab 1824 wurde auf Wunsch von Carl August von Sachsen-Weimar-Eisenach der Schützengraben überwölbt. Diese Baumaßnahmen wurden anfangs von Clemens Wenzeslaus Coudray übernommen.
Die Mündung des Schützengrabens in die Ilm befindet sich unterhalb der Herzogin-Anna-Amalia-Bibliothek. Der Schlussstein des Mündungsportals zeigt die Initialen Carl Augusts und die Jahreszahl 1824. Letztlich dauerte es bis 1880, bis die Überwölbung des Schützengrabens an dem zuvor als Entenfang bezeichneten letzten Abschnitt beim heutigen Sophienstiftsplatz sowie der Hummelstraße fertiggestellt wurde. Im Zuge der baulichen Erneuerung von Gropiusstraße und Sophienstiftsplatz im Jahr 2021 wurde das gemauerte Gewölbe des Wilden Grabenkanal und des Schützengrabenkanal in diesen Bereichen mit einer Kappe aus Beton verstärkt.

## Varia

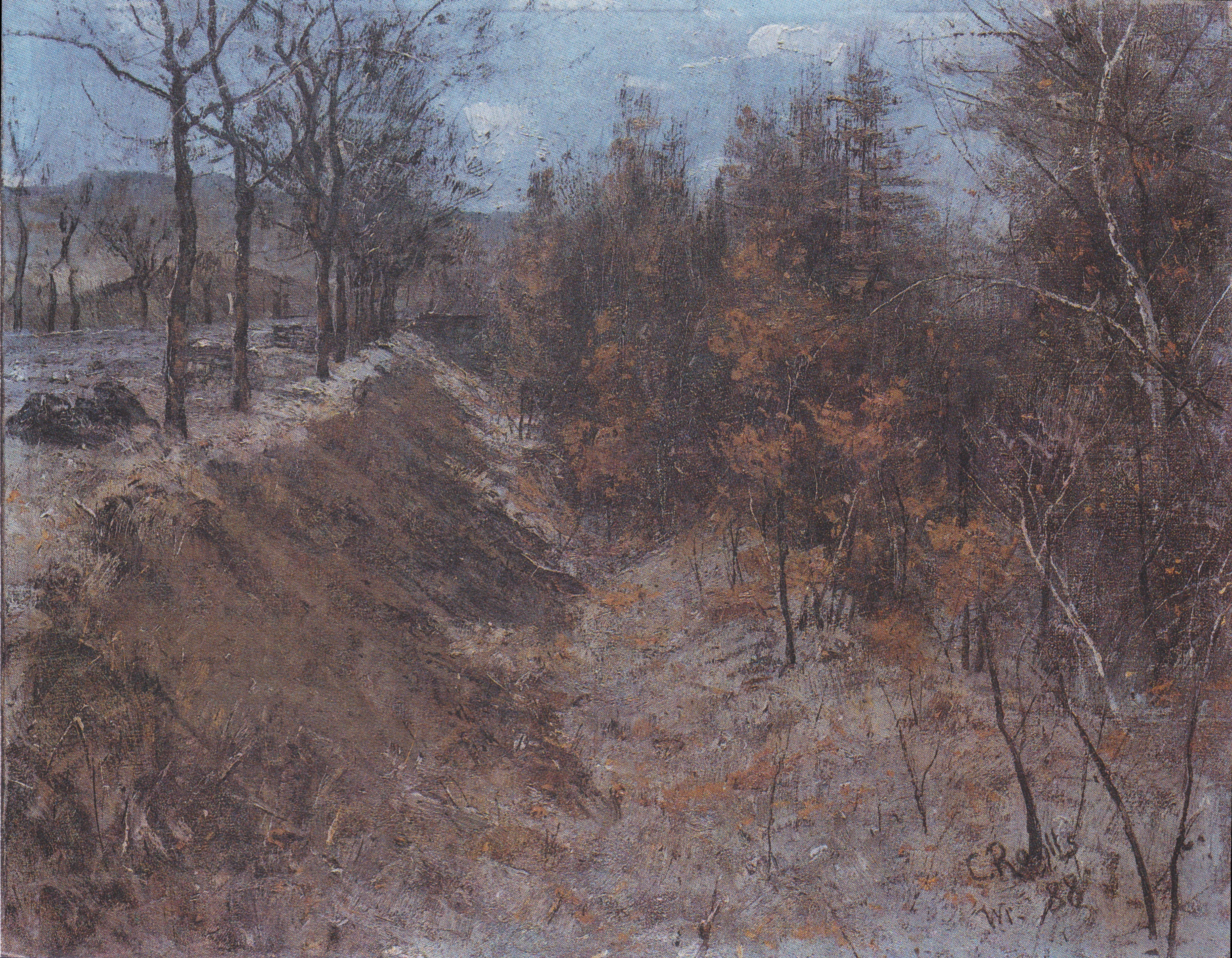
Christian Rohlfs Der Wilde Graben neben der Chaussee bei Weimar

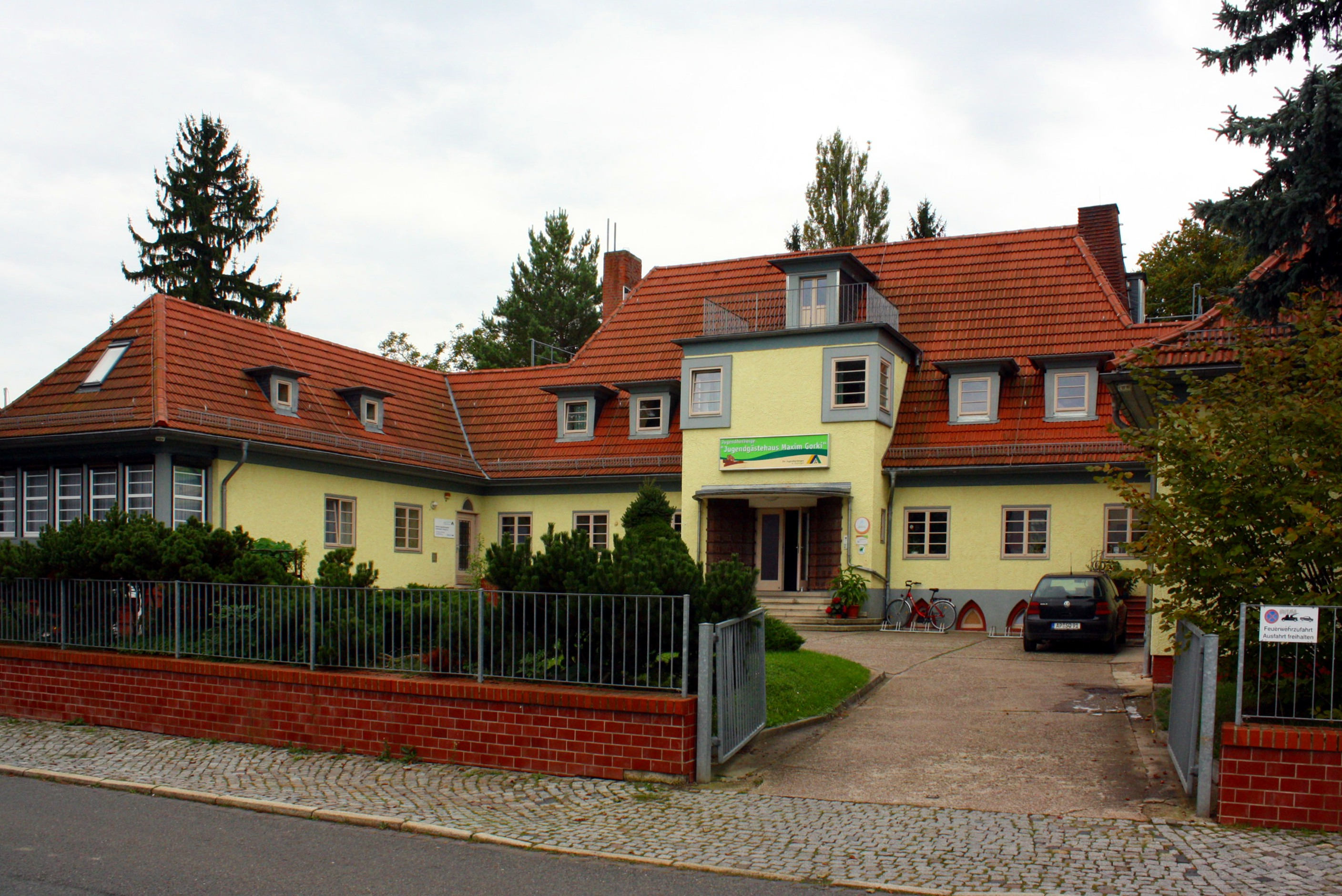
Zum Wilden Graben 12

Im Jahre 1888 malte der der Weimarer Malerschule zugehörige Christian Rohlfs ein Gemälde: Der Wilde Graben neben der Chaussee bei Weimar. Dieses dürfte den hier beschriebenen Wilden Graben meinen, da die Chaussee (Berkaer Straße) neben diesen verläuft.
Ein Straßenzug heißt Zum Wilden Graben wo sich unter Zum Wilden Graben 12 das denkmalgeschützte Jugendgästehaus "Maxim Gorki" befindet. Dieses wurde 1935 vom Deutschen Jugendherbergsverband eröffnet, heißt seit 1976 "Maxim Gorki". Ursprünglich war es Architektenwohnhaus. Bewohner war der Architekt Johannes Otto Berger. Zu dieser  Zeit hatte es die Hausnummer  6.